# Mozilla Thunderbird
Mozilla Thunderbird je svobodný multiplatformní poštovní klient vyvíjený MZLA Technologies Corporation a stovkami dobrovolníků. MZLA Technologies je dceřinou společností nadace Mozilla Foundation, jejímž hlavním cílem je otevřený a inovativní rozvoj Internetu. Původní jméno projektu bylo Minotaur. Současné jméno Thunderbird je podle tzv. hromového ptáka, který je dle indiánských mýtů nositelem dobrých zpráv. E-mailový klient Thunderbird vychází z e-mailového klienta balíku Mozilla Suite, Mozilla Mail.
Mozilla Thunderbird klade velký důraz na bezpečnost uživatele. Díky dobrému návrhu aplikace se uživatel nemusí obávat počítačových virů, podvodné a nevyžádané pošty (spamu). Je dobré podotknout, že Thunderbird nenahrazuje funkci antivirového programu či firewallu.
Jedná se o e-mailového a instant messagingového klienta, který je dobrou náhradou Outlook Express, ale standardně neobsahuje nástroj na organizaci času, správu úkolů apod. Není tedy konkurentem Microsoft Outlook, který tyto nástroje obsahuje. Částečnou náhradou může být rozšíření Lightning, příp. Mozilla Sunbird jako samostatná aplikace nebo Evolution (obsahuje poštovního klienta, adresář, kalendář, seznam úkolů a poznámky), ale ani jedna z těchto alternativ nenabízí všechnu funkčnost, kterou v Outlooku můžete nalézt.[zdroj?]
Program je k dispozici jako svobodný software a je přeložený také do češtiny. Je lokalizován a podporován projektem Mozilla.cz.

## Historie
Verze 1.0 byla vydána 7. prosince 2004 a dosáhla během prvních tří dnů 500 000 stažení, 1 000 000 stažení pak za 10 dní. Idea samostatného e-mailového klientu se stala velmi populární, takže spolu s webovým prohlížečem Mozilla Firefox začal být Thunderbird používán jako náhrada balíku Mozilla Suite, který v sobě spojoval oba programy.
17. září 2007 Mozilla Foundation po předchozí veřejné diskusi oznámila založení nové dceřiné organizace, která bude zastřešovat další vývoj Thunderbirdu. 19. února 2008 pak byl v tiskové zprávě oznámen její vznik pod názvem Mozilla Messaging. Do jejího čela se postavil David Ascher ze společnosti ActiveState.
V roce 2011 byla Mozilla Messaging sloučena s Mozilla Labs a následně byl vývoj Thunderbirdu předán komunitě.
Dne 19. února 2014 oznámila městská část Praha-Velká Chuchle, že v rámci ukončení podpory operačního systému Windows XP ke dni 8. dubna 2014, přechází na kancelářský balík LibreOffice a poštovního klienta Mozilla Thunderbird.
Dne 12. dubna 2016 vyšla nová velká verze Mozilla Thunderbirdu, která přináší řadu novinek.

### Přehled verzí
| Popis:      | Popis:         | Popis:        |
| ----------- | -------------- | ------------- |
| Staré verze | Aktuální verze | Budoucí verze |

| Verze  | Datum vydání       |
| ------ | ------------------ |
| 1.0    | 9. prosince 2004   |
| 1.5    | 11. ledna 2006     |
| 2      | 18. dubna 2007     |
| 3      | 8. prosince 2009   |
| 3.1    | 24. června 2010    |
| 5      | 28. června 2011    |
| 6      | 16. srpna 2011     |
| 7      | 27. září 2011      |
| 8      | 8. listopadu 2011  |
| 9      | 20. prosince 2011  |
| 10     | 31. ledna 2012     |
| 11     | 13. března 2012    |
| 12     | 24. dubna 2012     |
| 13     | 5. června 2012     |
| 14     | 17. července 2012  |
| 15     | 28. srpna 2012     |
| 16     | 9. října 2012      |
| 17     | 20. listopadu 2012 |
| 24.0   | 17. září 2013      |
| 24.1   | 29. říjen 2013     |
| 24.2   | 10. prosinec 2013  |
| 24.3   | 4. únor 2014       |
| 24.4   | 18. březen 2014    |
| 24.5   | 29. duben 2014     |
| 24.6   | 10. červen 2014    |
| 31.0   | 22. červenec 2014  |
| 31.1   | 2. září 2014       |
| 31.2   | 14. října 2014     |
| 31.3   | 1. prosince 2014   |
| 31.4   | 10. ledna 2015     |
| 31.5   | 24. února 2015     |
| 31.6   | 31. března 2015    |
| 38.0.1 | 23. června 2015    |
| 38.1   | 9. července 2015   |
| 38.2   | 11. srpna 2015     |
| 38.3   | 22. září 2015      |
| 38.4   | 24. listopadu 2015 |
| 38.5   | 15. prosince 2015  |
| 38.5.1 | 7. leden 2016      |
| 38.6   | 16. únor 2016      |
| 38.7   | 14. března 2016    |
| 45.0   | 12. dubna 2016     |
| 45.1   | 10. května 2016    |
| 45.1.1 | 31. května 2016    |
| 45.2   | 30. června 2016    |
| 45.3   | 30. srpna 2016     |
| 45.4   | 3. října 2016      |
| 45.5   | 18. listopadu 2016 |
| 45.5.1 | 30. listopadu 2016 |
| 45.6   | 28. prosince 2016  |
| 45.7   | 26. ledna 2017     |
| 45.7.1 | 7. února 2017      |
| 45.8   | 7. března 2017     |
| 52.0   | 2017               |
| 52.0.1 | 4. dubna 2017      |
| 52.1   | 2017               |
| 52.1.1 | 15. května 2017    |
| 54.0b3 | červen 2017        |

Kompletní přehled všech verzí naleznete na webu Mozilla.org.

## Funkce
Thunderbird je e-mailový, chatový, klient. Slouží také jako klient pro diskusní skupiny Usenet.

### Správa
Thunderbird může spravovat i více účtů zároveň. Nabízí funkce jako je rychlé hledání, pokročilé filtrování zpráv, řazení zpráv do skupin a možnost označení zpráv, která pomáhá třídit a hledat zprávy. Na systémech běžících na Linuxu, jsou také podporování účty "move mail".

### Junk filtering
Thunderbird zahrnuje bayesovský spamový filtr používající též whitelist.

### Rozšíření a témata
Rozšíření umožňují přidání funkcí po instalaci XPI modulu přes add-ons webové stránky, to také slouží k aktualizování jednotlivých prvků. Jako příklad můžeme uvést populární rozšíření Lightning, které přidává do Thunderbirdu kalendář. Thunderbird podporuje variaci schémat které změní celkový vzhled. Jsou to balíčky CSS a obrazových souborů, které mohou být staženy přes add-ons webových stránkách v Mozilla Add-ons.

### Podpora standardů
Thunderbird podporuje POP a IMAP. Také podporuje LDAP adresní kompletaci. Zabudovaná čtečka RSS/Atom může být také použita jako prostý agregátor novinek. Pro šifrování a elektronické podpisy podporuje standard S/MIME a OpenPGP (dříve pomocí rozšíření Enigmail, od roku 2019 nativně).

### Multiplaformní podpora
Thunderbird běží na různých platformách. Verze jsou dostupné na základních stránkách jednotlivých distribucí podporující tyto operační systémy – Android, Windows, macOS, Linux. Neoficiální porty jsou dostupné pro – FreeBSD, OpenBSD, OpenSolaris. Zdrojový kód je volně k dispozici a může být zkompilován tak, aby fungoval na mnoha variantách architektur a operačních systémů.

## Vlastnosti
Mezi základní vlastnosti klienta patří:
Email:
- Protokoly POP3, IMAP a SMTP
- HTML formátování pošty
- Více uživatelských účtů
- Zabudovaný, nastavitelný bayesovský spam filtr
- Doplňování adres přes LDAP
- S/MIME podpisy a podpisy a šifrování

Instant messaging:
- IRC
- XMPP (Jabber)
- Matrix

Uživatelské rozhraní:
- Uživatelsky nastavitelné rozhraní
- Nastavitelný pruh nástrojů
- Témata vzhledu a přídavná rozšíření
- Pokročilé funkce pro řazení a vyhledávání
- Podpora RSS a Atom protokolů

Adresář
- Integrace s AOL Instant Messenger

Kalendář
- Pomocí pluginu Lighting je do Thunderbirdu možné implementovat kalendář s plánováním úkolů a schůzek. Využívá se projekt Mozilla Sunbird.

Příklad vlastností dostupné přes rozšíření:
- OpenPGP podpisy a šifrování - projekt Enigmail